# Spitzwegerich-Gallenrüssler

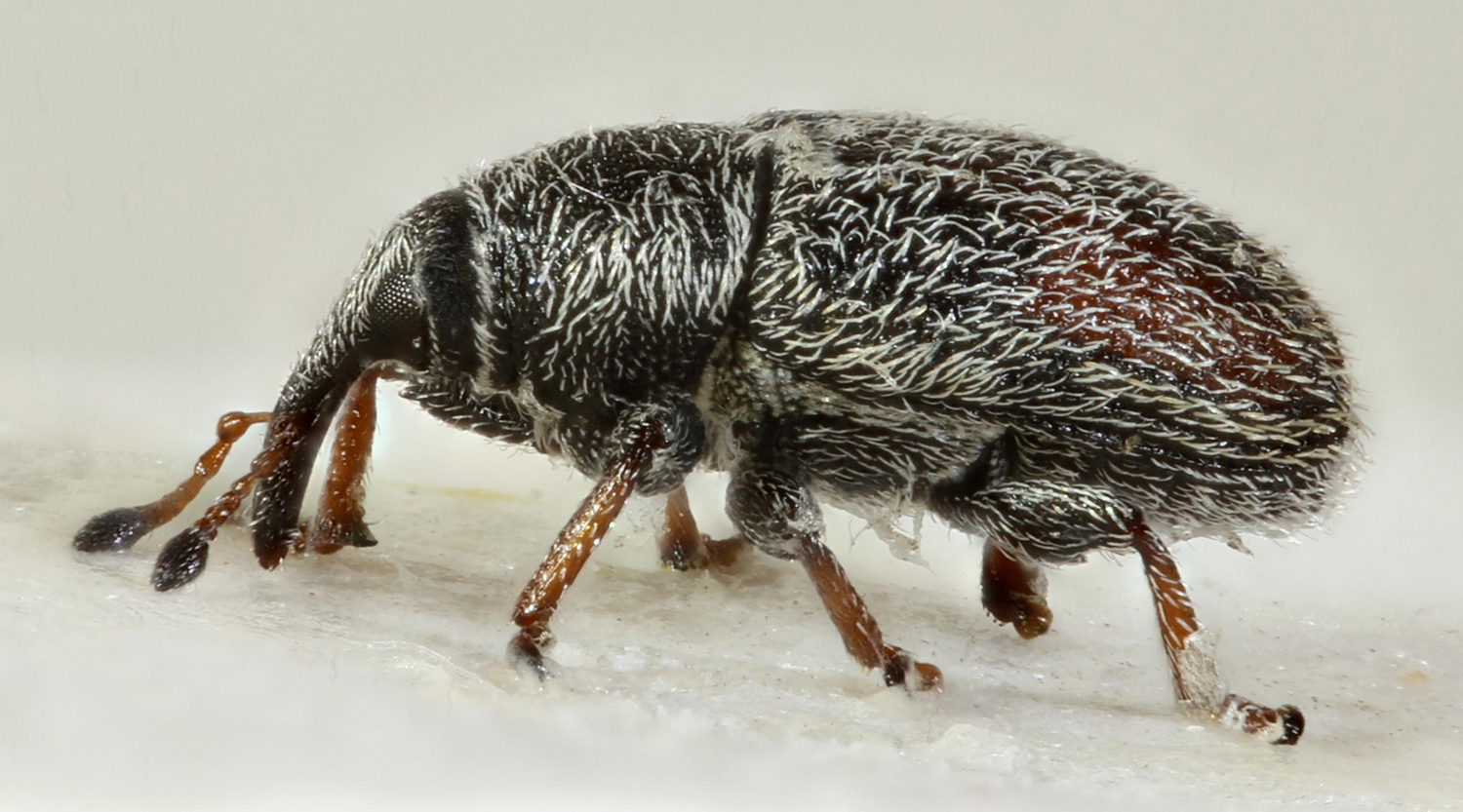
Seitenansicht

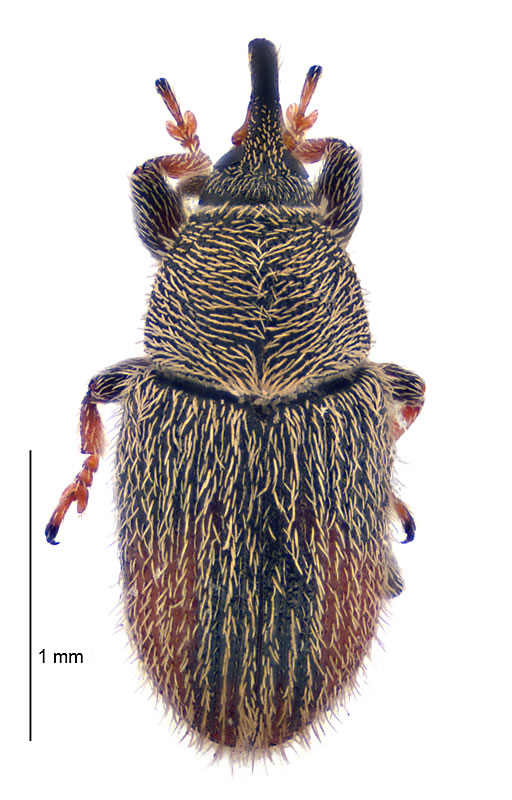
Präparat, Dorsalansicht

Der Spitzwegerich-Gallenrüssler (Mecinus pascuorum) ist ein Käfer aus der Familie der Rüsselkäfer (Curculionidae).

## Merkmale
Die Käfer sind 1,5 bis 2,1 Millimeter lang. Ihr Körper ist schwarz. Sie besitzen eine rundlich-ovale Gestalt. Die Femora sowie die Spitze des Klauengliedes und die Klauen sind angedunkelt, ansonsten sind die Beine gelbbraun gefärbt. Die Fühler sind ebenfalls gelbbraun gefärbt, mit Ausnahme der angedunkelten Fühlerkeulen. Die Flügeldecken weisen eine doppelte, anliegende und abstehende Behaarung auf. Zwischen dem 3. und 8. Punktstreifen befindet sich in der hinteren Hälfte der Flügeldecken ein rötlicher bis dunkelbrauner Schrägfleck.

## Verbreitung
Die Käfer sind in Europa weit verbreitet. Im Norden reicht das Vorkommen der Art bis nach Süd-Skandinavien und nach England. Im Süden erstreckt sich das Verbreitungsgebiet über den Mittelmeerraum, im Osten über den Nahen Osten bis in den Kaukasus. Auf den Kanarischen Inseln und auf den Azoren ist die Art ebenfalls vertreten. Mecinus pascuorum gilt in Mitteleuropa als die häufigste Art der Gattung Mecinus.
In Nordamerika wurde die Art eingeschleppt. Erste Funde datieren aus dem Jahr 1956. Mecinus pascuorum hat sich im Südosten von Kanada, in British Columbia sowie in verstreuten Gebieten der Vereinigten Staaten etabliert.

## Lebensweise
Die Käfer beobachtet man von März bis August. Die monophage Käferart nutzt als Wirtspflanzen Vertreter der Wegerichgewächse (Plantaginaceae), insbesondere den Spitzwegerich (Plantago lanceolata). Die Larven fressen die Samen in den reifenden Früchten. Die Verpuppung findet im Blütenstand statt.

## Gefährdung
Die Art gilt in Deutschland als ungefährdet.

## Taxonomie
Die Art wurde 1813 von Leonard Gyllenhaal unter dem Namen Rhynchaenus pascuorum Gyllenhal, 1813, wissenschaftlich beschrieben. Neben dieser Bezeichnung finden sich in der Literatur folgende Synonyme:
- Gymnetron pascuorum (Gyllenhal, 1813)
- Gymnaetron pascuorum (Gyllenhal, 1813)